# Nom trinominal
En taxinomie et en nomenclature binominale le nom trinominal (que l'on appelle aussi nom trinomial ou trinôme) provient de la combinaison de trois termes ou noms servant à désigner un taxon de rang inférieur à celui de l'espèce. Le lion d'Asie, une sous-espèce de lion, se voit ainsi baptisé par exemple avec le nom trinominal Panthera leo persica, où Panthera leo est le nom scientifique de l'espèce et Panthera leo persica celui de la sous-espèce. Le premier terme est celui du genre et sa première lettre est toujours une majuscule alors que les deux autres termes s'écrivent entièrement en minuscules (voir Nom binominal).
Dans les cas de la botanique et de la mycologie cela se fait après l'indication du rang : Tricholoma saponaceum var. fagetorum. D'autres rangs plus rarement utilisés sont la sous-variété (« subvar. »), la forme (« f. »), le groupe, le cultivar etc. Le rang que l'on retrouve le plus souvent, la variété (« var. »), est aussi appliqué aux animaux dont la variation n'est pas aussi clairement définie que celle d'une sous-espèce naturelle, comme certaines races d'élevage. Par exemple l'âne catalan : Equus asinus var. catalana. 
Un autre exemple venant de l'élevage offre par contre un nom trinominal sans indication de rang infra-spécifique : le chien. Les différentes races de chien auraient en effet un rang encore inférieur à la sous-espèce mais comme la règle taxinomique limite les taxons infra-spécifiques à trois termes, toutes les races de chien reçoivent sans distinction de race le nom d'une sous-espèce de loup, espèce à partir de laquelle elles sont dérivées : Canis lupus pour le loup et Canis lupus familiaris pour le chien même si l'on préfère désormais écrire Canis lupus f. familiaris[réf. nécessaire].
L'utilisation de noms trinominaux, avec tous les rangs qui leur sont attribués (sous-espèces, variétés, sous-variétés et même parfois le rang d'espèce), suscite le débat au sein de la communauté scientifique. La systématique phylogénétique a ainsi mis en évidence le manque de fondement objectif des rangs taxinomiques utilisés dans la tradition linéenne de la classification classique. La génétique des populations et l'étude de phénotypes mettent quant à elles en évidence le flou de la frontière traditionnellement établie entre sous-espèces ou même entre espèces. Ainsi donc, et de plus en plus, la communauté scientifique se représente les êtres vivants comme une continuité quasi-homogène d'individus plutôt que comme des espèces clairement définies au sein de catégories clairement définies. La continuité l'emportant sur la rupture les catégories fixes que sont les rangs taxinomiques ne sont conservées, quand elles le sont, qu'à des effets purement pratiques.